# Jimmy Smet
Jimmy Smet (31 oktober 1977 – 4 mei 2012) was een Belgisch voetballer.  Hij speelde als verdediger.
Hij begon met voetballen bij de jeugd van FCH Sinaai en speelde daarna bij de jeugd van eersteklasser KSK Beveren. Eind jaren 90 speelde hij er in het eerste elftal. In 2000 ging hij voor het Griekse Iraklis FC spelen, maar na een seizoen keerde hij terug naar België om er bij RWDM te spelen. Na het verdwijnen van die club speelde hij nog voor Lierse SK en RS Waasland.
Hij stopte in 2007 met profvoetbal, maar trok in 2009 z'n voetbalschoenen weer aan om te spelen bij KSK Kallo. Met Kallo haalde hij in 2012 de titel in Derde Provinciale in Oost-Vlaanderen. Smet overleed op 34-jarige leeftijd aan zelfdoding.

## Jeugdcarrière
- 1986-1988:  FCH Sinaai
- 1988-1997:  KSK Beveren

## Profclubs
- 1997-2000:  KSK Beveren
- 2000-2001:  Iraklis Saloniki
- 2001-2002:  RWDM
- 2002-2006:  Lierse
- 2006-2007:  Red Star Waasland
- 2007-2009: tijdelijk gestopt met voetballen
- 2009-2012:  KSK Kallo